# Santanderzaunkönig

Verbreitungsgebiet des Santanderzaunkönigs in Kolumbien (grün)

Der Santanderzaunkönig (Thryophilus nicefori, Syn.: Thryothorus nicefori), auch Niceforo-Zaunkönig genannt, ist ein vom Aussterben bedrohter Singvogel aus Kolumbien.

## Beschreibung
Der Santanderzaunkönig wird etwa 15 Zentimeter lang. Er ist allgemein rötlichbraun und weiß. Die Haube und der Mantel sind olivbraun. Die übrige Oberseite ist rötlichbraun und verleiht ihm ein zweifarbiges Äußeres. Das Gesicht zeigt einen hervorstehenden weißen Augenstreif. Flügel und Schwanz sind schwarz gebändert. Die Kopfflanken sind schwarz und weiß gestrichelt. Die Unterseite ist weiß mit hell graubraunen Flanken und Seiten. Die Unterschwanzdecken sind schwarz gebändert. Sein Gesang besteht aus mehreren tiefen, langsamen, weichen, lebhaften Pfiffen, denen hohe Töne vorausgehen.

## Status
Der Santanderzaunkönig war lange Zeit nur durch zehn Exemplare bekannt, die zwischen 1944 und 1948 bei San Gil am Rio Fonce südlich von Bucaramanga gesammelt wurden. Erst im Jahre 1989 konnten zwei weitere Vögel beobachtet wurden. Die nächste Sichtung war erst wieder im Jahre 2000. Der Nicoforo-Zaunkönig kommt nur an den Westhängen der Ostanden in Santander vor. Hier bewohnt er dichtes Akazienbuschland in einem halbtrockenen Tal des großen intramontanen Entwässerungsbeckens des Rio Sagamosa in einer Höhe von 1095 m. Nördlich von San Gil werden die Hügel von Kaffee- und Zuckerrohrplantagen dominiert, die von diesem Vogel gemieden werden. Der Lebensraum des Niceforo-Zaunkönigs wurde durch die Landwirtschaft stark verändert, das Akazienbuschland ist zudem durch die Überweidung durch Ziegen und Rinder gefährdet.

## Etymologie und Forschungsgeschichte
Die Erstbeschreibung des Santanderzaunkönigs erfolgte 1946 durch Rodolphe Meyer de Schauensee unter dem wissenschaftlichen Namen Thryothorus nicefori. Das Typusexemplar wurde von Hermano Nicéforo María am 19. November 1945 bei San Gil gesammelt. 1864 führte Spencer Fullerton Baird die für die Wissenschaft neue Gattung Thryophilus ein. Dieser Name leitet sich von »thryon θρυον« für »Schilfrohr« und »philos, phileō φιλος, φιλεω« für »Liebender, Liebhaber, lieben« ab. Der Artname ist dem Geistlichen, Naturforscher und Sammler des Typusexemplars gewidmet.

## Einzelbelege
1. 1 2  Rodolphe Meyer de Schauensee, S. 1.
2. ↑  Spencer Fullerton Baird, S. 127.
3. ↑  James A. Jobling, S. 385.